# Пантун
Пантун (Јави: ڤنتون) је малајски усмени песнички облик који се користи за изражавање сложених идеја и осећања. Сстоји се од парних редова и заснива се на ”АБАБ” шеми римовања. Најкраћи пантун састоји се од два реда, познат као pantun dua kera на малајском, док најдужи пантун, pantun enam belas kerat, има 16 редова. Пантун је дисјунктиван облик поезије који се увек састоји из два дела, при чему је први део уводна изјава звана pembayang или sampiran, која нема непосредну логичку или наративну везу са другом, односно завршном изјавом, званом maksud или isi. Међутим, увек их повезују риме и друге вербалне асоцијације, попут игре речи или понављања звукова. Постоји и прикривен, али неопходан однос, и прва изјава се често испостави као метафора друге. Најпопуларнији облици пантуна су строфа од четири реда и строфа од два реда, који су оба истакнути у литератури и савременој популарној култури.
Најранији књижевни записи о пантуну датирају из 15. века као што је приказано у најважнијем малајском књижевном тексту, Малајски анали. Пантун се сматра високом уметношћу и саставни је део класичне малајске књижевности. Такође је успевао као природни део свакодневне комуникације традиционалног малајског друштва и служио је као важно изражајно средство у малајским песмама, ритуалима, сценским уметностима и у свим облицима приповедања.
Пантун је уписан на УНЕСКО-ву листу нематеријалног културног наслеђа 2020. године.

## Етимологија
Према писцу За'аби, сматра се да је реч пантун настала од малајске речи сепантун (Јави: سڤنتون) која значи „исто као и“. Реч се користи да означи пословичну метафору или поређење, тип говорне фигуре која се обично налази у традиционалним пантунима или пословицама из класичне малајске литературе. Архаично значење пантуна на малајском језику такође се односи на облик пословице који се користи за индиректне референце, који има сличну улогу  пантуна као поезије, који се и даље углавном стварају у стиловима који приказују синдир (индиректне референце) и киас (аналогије).
Друга теорија сугерише да је пантун настао од речи пенунтун (водич), од префикса за изградњу именица пе(н) и глагола тунтун (Јави: تونتون) или „водити“. Као алтернативу, Брандштетер је предложио да реч потиче из тун а и његових сличних звучних варијанти у аустронежанским језицима, са више значења; капампангански тунтун (добро организован), тагалогски тонтон (искусни аранжман), старо-јавански тунтун (нит), атунтун (добро организован), матунтун (водити), и Тоба Батак пантун pantun(учтив или вредан поштовања). Ричард Олаф Винштет је подржао ово мишљење, напомињући да у многим аустронежанским језицима речи које сугеришу „нешто у редовима“ постепено добијају ново значење „добро поређаних речи“, у прози или у поезији. Ари Велианто је сугерисао да пантун потиче од речи језика Минангкабау патунтун која значи „водич“.

## Историја
Неки научници верују да пантун претходи писмености и можда је стар колико и сам малајски језик. Мухамед Хаџи Салех верује да су пантуни настали и ширили се из Шривиђаје, а највероватније из околине градова Палембанг или Малају. Када је Палембанг постао доминантнији, пантуни из два града били су познати становништву оног другог, и мада су користили исти језик, били су политички противници. Ипак, традиција је достигла свој истанчани облик процватом класичне малајске књижевности 15. века. Значајна књижевна дела попут Малајских анала и Hikayat Hang Tuah садрже најраније писане примере пантуна.
Најмање 500 година, пантун се ширио из малајског језика трговинским путевима, лукама и миграцијама и постао најдинамичнији појединачни књижевни облик. Данас је познат на најмање 40 малајских дијалеката и 35 немалајских језика на Малајском полуострву и многим острвима поморског југоистока Азије. Популарност пантуна међу хибридних заједницама, као што су народи Перанакан, Чити и Кристанг, означава његов супериоран положај као симбола културе у маласком свету. Тип пантуна назван пантун беркаит који се састоји од испреплетених текстова од четири реда, у западну поезију је увео Ернест Фујне, а касније популаризовао Виктор Иго, што чини основу модерног пантоума.

## Традиција
Пантун је настао као традиционални усмени облик изражавања, манифестујући традиционалне малајске погледе на живот и њихову околину и коришћен за изражавање бескрајне лепезе емоција и идеја. Као симбол малајског идентитета, пантуни су познати као одраз адат (обичаји) и адаб (манири). Како је малајска култура наглашавала значај учтивих и индиректних израза, пантун се углавном ствара у стиловима који приказују различите облике фигуративног језика. Елементи метафора, сличности, симболи, персонификације, епоними, алузије, идиоми и пословице су бројни у елегантно збијеним малајским пантунима.
У малајској култури пантун је важан инструмент комуникације у разним друштвеним, културним и економским активностима. Традиционално се користи за изражавање осећања, давање савета, а такође и за заслађивање разговора. На пример, пантуни се користе у уобичајеној вербалној размени у малајској церемонији венчања (или веридбе), посебно као део поздрава између представника младожење и невесте по њиховом доласку у кућу невесте. Као изражајно средство, пантуни се такође широко користе у текстовима традиционалних малајских песама прилагођених популарним ритмовима попут Запина, Инанга и Јогета. Друга значајна примена пантуна може се наћи као структурна подршка уметничким представама.
Индонезија поседује богатство вербалне уметности. Углавном неписана традиција рецитовања изражајних, често духовитих пантуна честа је у већини малајских области широм архипелага. Неке пантун представе су наративне; кентрунг традиције централне и источне Јаве, на пример, користе структуру пантуна да препричају верске или локалне историјске приче уз пратњу бубња, иако се чини да су ово модерне адаптације, као што су писци с почетка 20. века попут Х. Овербека и Ј.Ј. Де Холандера приметили да у то време на јаванском језику није постојала традиција слична пантуну. Заиста, велики део традиционалне књижевности Индонезије чини темељ сложених мешовитих жанровских представа, као што је Рандаи из Минангкабауа на Западној Суматри, који у церемонијалним поставкама спаја инструменталну музику, плес, драму и борилачке вештине.

## Опис
У свом најосновнијем облику, пантун се састоји од стихова који користе шему абаб риме. Пантун се традиционално рецитује према фиксном ритму и по правилу, како не би одступао од ритма, сваки ред треба да садржи између осам и 12 слогова. Пантун је четвороредни стих који се састоји од наизменичних, грубо римованих редова. Први и други ред понекад се чине потпуно неповезани у смислу са трећим и четвртим, али готово увек постоји нека врста везе. Било да се ради о пуком удруживању идеја или осећања, изражених кроз асонанцу или кроз најслабију нијансу мисли, готово увек пантун је врло алузиван и да би га разумели, читаоци углавном морају да знају традиционално значење симбола које песма користи.
Tanam selasih di tengah padang,

 Sudah bertangkai diurung semut,

Kita kasih orang tak sayang,

 Halai-balai tempurung hanyut.

I planted sweet-basil in mid-field

 Grown, it swarmed with ants,

I loved but am not loved,

 I am all confused and helpless.
Према преводиоцу, Катарини Сим, halai-Balai tempurung hanyut дословно значи „плутајућа љуска кокоса у шестицама и седмицама“. Selasih („слатки босиљак“) подразумева „љубавник“, јер се римује са речју за то, kekasih. Остали често понављани симболи су цвет и пчела, што указује на девојку и њеног љубавника, веверицу (tupai) подразумевајући заводника и водени зумбул (bunga kiambang) што значи љубав која неће пуштати корен. Пантун често користи пословице као и географске и историјске алузије, на пример, песма Муншија Абдулаха:
Singapura negeri baharu,

 Tuan Raffles menjadi raja,

Bunga melur, cempaka biru,

 Kembang sekuntum di mulut naga.

Singapore is a new country,

 Tuan Raffles has become its lord,

Chinese jasmine, purple magnolia,

 A burgeon of flower in the dragon's mouth.
Ово алудира на оснивање Сингапура 1819. године од стране сер Стамфорда Рафлеса. Последњи ред значи девојку коју штити моћан човек, а Сим сугерише да се ово може односити на Рафлесову супругу Оливију.
Понекад пантун се може састојати од низа испреплетених стихова, у том случају је познат као pantun berkait. Ово следи шему абаб риме, тако да други и четврти ред сваке строфе постају први и трећи ред следеће строфе. Коначно, први и трећи ред прве строфе постају други и четврти ред последње строфе, обично обрнутим редоследом, тако да су први и последњи ред песме идентични. Овај облик пантуна је највише утицао на западну књижевност, у којој је познат као пантоум.